# Heliconius ignotus
Heliconius ignotus is een vlinder uit de familie Nymphalidae. De wetenschappelijke naam van de soort is voor het eerst geldig gepubliceerd in 1917 door James John Joicey en William James Kaye.